# Fontaine du Triton (Naples)
Pour les articles homonymes, voir Fontaine du Triton.
La fontaine du Triton appelée aussi « fontana delle paparelle » est une fontaine ornementale de Naples qui se trouve dans le centre historique, sur la  piazza Cavour près de l'arrêt du métro.

## Historique
La fontaine a été réalisée au début du XIXe siècle par Carlo De Veroli.
En 2006 la junte communale a décidé de la dédier à Totò, car elle se trouve à proximité du quartier de l'acteur (Rione Sanità).
Victime du temps et des vandales, La fontaine a fait l'objet d'une importante restaurationlors des travaux de construction de la gare Museo de la ligne n°1 du métro de Naples.

## Autres fontaines du ou des Tritons
- 1642 - Rome, Piazza Barberini, fontaine du Triton de Gian Lorenzo Bernini.
- 1709 - Olomouc, place de la République, fontaine des Tritons de Vaclav Render.
- 1715 - Rome, Place Santa Maria in Cosmedin, fontaine des Tritons de Francesco Bizzaccheri.
- milieu XIXe siècle : Nice, fontaine des Tritons, jardin Albert-Ier